# Justicia clarkii
Justicia clarkii är en akantusväxtart som beskrevs av Wassh.. Justicia clarkii ingår i släktet Justicia och familjen akantusväxter. Inga underarter finns listade i Catalogue of Life.